# BRIT Awards/International Album
Der BRIT Award for International Album wurde bereits bei der Einführung der BPI Awards 1977 von der British Phonographic Industry (BPI) verliehen. Der Preis wird für das beste Album eines internationalen Künstlers vergeben. Nach seiner Einführung wurde der Award jahrelang nicht mehr vergeben. 2002 kam er zurück und hielt sich bis zu den BRIT Awards 2011.
Die Gewinner und Nominierten werden von einem aus über eintausend Mitgliedern bestehenden Komitee gewählt. Ihm gehören Mitarbeiter von Plattenfirmen und Musikzeitschriften, Manager und Agenten, Angehörigen der Medien sowie frühere Gewinner und Nominierte an.

## Übersicht
| Jahr | Sieger                                           | Nominierungen |
| ---- | ------------------------------------------------ | --- |
| 1977 | Simon & Garfunkel – Bridge over Troubled Water   | - ABBA – Arrival - Carole King – Tapestry - Stevie Wonder – Songs in the Key of Life                                                                   |
| 1982 | nicht verliehen                                  | nicht verliehen |
| 1983 | nicht verliehen                                  | nicht verliehen |
| 1984 | nicht verliehen                                  | nicht verliehen |
| 1985 | nicht verliehen                                  | nicht verliehen |
| 1986 | nicht verliehen                                  | nicht verliehen |
| 1987 | nicht verliehen                                  | nicht verliehen |
| 1988 | nicht verliehen                                  | nicht verliehen |
| 1989 | nicht verliehen                                  | nicht verliehen |
| 1990 | nicht verliehen                                  | nicht verliehen |
| 1991 | nicht verliehen                                  | nicht verliehen |
| 1992 | nicht verliehen                                  | nicht verliehen |
| 1993 | nicht verliehen                                  | nicht verliehen |
| 1994 | nicht verliehen                                  | nicht verliehen |
| 1995 | nicht verliehen                                  | nicht verliehen |
| 1996 | nicht verliehen                                  | nicht verliehen |
| 1997 | nicht verliehen                                  | nicht verliehen |
| 1998 | nicht verliehen                                  | nicht verliehen |
| 1999 | nicht verliehen                                  | nicht verliehen |
| 2000 | nicht verliehen                                  | nicht verliehen |
| 2001 | nicht verliehen                                  | nicht verliehen |
| 2002 | Kylie Minogue – Fever                            | - Alicia Keys – Songs in A Minor - Daft Punk – Discovery - Destiny’s Child – Survivor - The Strokes – Is This It                                       |
| 2003 | Eminem – The Eminem Show                         | - Alicia Keys – Songs in A Minor - Norah Jones – Come Away with Me - Pink – Missundaztood - Red Hot Chili Peppers – By the Way                         |
| 2004 | Justin Timberlake – Justified                    | - Beyoncé – Dangerously in Love - Christina Aguilera – Stripped - Outkast – Speakerboxxx/The Love Below - The White Stripes – Elephant                 |
| 2005 | Scissor Sisters – Scissor Sisters                | - The Killers – Hot Fuss - Maroon 5 – Songs About Jane - Outkast – Speakerboxxx/The Love Below - U2 – How to Dismantle an Atomic Bomb                  |
| 2006 | Green Day – American Idiot                       | - Arcade Fire – Funeral - Kanye West – Late Registration - Madonna – Confessions on a Dance Floor - U2 – How to Dismantle an Atomic Bomb               |
| 2007 | The Killers – Sam’s Town                         | - Bob Dylan – Modern Times - Gnarls Barkley – St. Elsewhere - Justin Timberlake – FutureSex/LoveSounds - Scissor Sisters – Ta-Dah                      |
| 2008 | Foo Fighters – Echoes, Silence, Patience & Grace | - Arcade Fire – Neon Bible - Eagles – Long Road Out of Eden - Kings of Leon – Because of the Times - Kylie Minogue – X                                 |
| 2009 | Kings of Leon – Only by the Night                | - AC/DC – Black Ice - Fleet Foxes – Fleet Foxes - The Killers – Day & Age - MGMT – Oracular Spectacular                                                |
| 2010 | Lady Gaga – The Fame                             | - Animal Collective – Merriweather Post Pavilion - The Black Eyed Peas – The E.N.D. - Empire of the Sun – Walking on a Dream - Jay-Z – The Blueprint 3 |
| 2011 | Arcade Fire – The Suburbs                        | - CeeLo Green – The Lady Killer - Eminem – Recovery - Katy Perry – Teenage Dream - Kings of Leon – Come Around Sundown                                 |

## Statistik
| Nominierungen | Künstler          |
| ------------- | ----------------- |
| 3             | Arcade Fire       |
| 3             | The Killers       |
| 3             | Kings of Leon     |
| 2             | Alicia Keys       |
| 2             | Eminem            |
| 2             | Justin Timberlake |
| 2             | Kylie Minogue     |
| 2             | Outkast           |
| 2             | Scissor Sisters   |
| 2             | U2                |

| Nominierungen | Alben                                                 |
| ------------- | ----------------------------------------------------- |
| 2             | Alicia Keys – Songs in A Minor (2002 und 2003)        |
| 2             | OutKast – Speakerboxxx/The Love Below (2004 und 2005) |
| 2             | U2 – How to Dismantle an Atomic Bomb (2005 und 2006)  |